# Toni Valero
Juan Antonio Valero Morales (Madrid, 13 de marzo de 1981), más conocido como Toni Valero, es un profesor y político español, coordinador autonómico de Izquierda Unida de Andalucía desde 2019. Es también desde 2023 diputado en el Congreso por Málaga, cuando encabezó la lista de Sumar.

## Biografía
Toni Valero nació en el barrio madrileño de Chamberí, aunque se crio en Málaga, municipio donde reside y ejerce como profesor de Historia en un instituto de esa localidad.
Como historiador, en el año 2006 comenzó a trabajar en un proyecto para la recuperación de la Memoria Histórica en la provincia de Málaga junto a la historiadora Raquel Zugasti, formando parte del equipo de trabajo de campo en la citada provincia del proyecto Mapa de Fosas de Andalucía. Fue asesor técnico de la Diputación de Málaga en 2015 y asesor técnico de la Consejería de Turismo de la Junta de Andalucía. Asimismo fue gerente del Plan Turístico de Málaga en 2013.

### Actividad política
Con 18 años comenzó a participar en la Unión de Juventudes Comunistas de España, organización en la que llegó a ser secretario general en Andalucía en el año 2006.[cita requerida]
En junio de 2013, tras la XIX Asamblea de IULV-CA y con el nombramiento de Antonio Maíllo como coordinador general de la formación en sustitución de Diego Valderas, Valero es nombrado responsable de Organización y Finanzas, ejerciendo como número dos de la formación política. En diciembre de 2015, Antonio Maíllo abandona temporalmente su papel al frente de IULV-CA tras ser diagnosticado de cáncer y Toni Valero le sustituye durante tres meses al frente de la organización.
En 2016, tras la incorporación de Antonio Maíllo, decide abandonar su responsabilidad en la dirección de IULV-CA por razones de índole personal.
Durante su etapa al frente de la Secretaría de Organización y Finanzas de IULV-CA, formó parte de las primeras reuniones entre Izquierda Unida y Podemos en 2015 que dieron lugar a la conformación de las candidaturas unitarias de Unidos Podemos en las elecciones generales de 2016. Asimismo, fue partícipe en la incorporación del sistema del sorteo para la elección de parte de los delegados de la Asamblea de la formación.
También fue miembro del Consejo de Andaluz de Universidades (2015-2019), miembro del Consejo de Gobierno de la Universidad de Málaga (2002-2004), miembro del Claustro de la Universidad de Málaga (2002-2004) y miembro de la Junta de Facultad de Filosofía y Letras de la Universidad de Málaga (2003-2005).[cita requerida]